# Tufão Chanthu
O tufão Kiko ou Chanthu foi um poderoso ciclone tropical muito severo de categoria 5 no oceano Pacífico ocidental. É a vigésima-sexta depressão tropical, décima-quarta tempestade nomeada, quarto tufão e o segundo supertufão da temporada de tufões no Pacífico de 2021.

## Histórico da tormenta
Em 5 de setembro às 06:00 UTC, o JTWC começou a monitorar uma área de convecção que se formou 446 nmi (826 km) de Legazpi. Imagens de satélite representaram um centro de circulação de baixo nível bem definido. Às 18:00 UTC do mesmo dia, o JMA declarou que era uma depressão tropical. Cinco horas e meia  mais tarde, o JTWC emitiu um TCFA, pois seu centro de circulação de baixo nível e sua convecção ao redor melhoraram significativamente. Às 09:00 UTC do dia seguinte, a JTWC atualizou o distúrbio para status de depressão tropical, designando-o como 19W. Às 21:00 UTC, o JTWC atualizou para uma tempestade tropical, pois desenvolveu um centro de circulação compacto de baixo nível com intensa convecção profunda em torno dele. O JTWC também notou a formação de uma feição semelhante a um olho. O JMA posteriormente fez o mesmo às 00:00 UTC de 7 de setembro, nomeando-o como Chanthu. Às 09:30 UTC, o PAGASA relatou que Chanthu entrou no PAR e foi nomeado como Kiko. Às 12h UTC, o JMA o atualizou para uma tempestade tropical severa. No mesmo momento, o Chanthu começou sua rápida intensificação e rapidamente se tornou um tufão de categoria 1.  Imagens de satélite indicam o desenvolvimento de uma torre quente vertical sobre seu centro, com imagens de micro-ondas indicando que ela desenvolveu uma feição ocular muito pequena. Às 15:00 UTC, logo se tornou um tufão de categoria 2, à medida que continuou sua intensificação explosiva. Um olho havia se desenvolvido nessa época. Seis horas depois, o tufão atingiu o status de Categoria 4, com velocidades de vento sustentadas de um minuto de 125 kn (230 km/h; 145 mph). No dia seguinte às 09:00 UTC, atingiu a intensidade de supertufão de categoria 5, desenvolvendo um olho de 5 nmi (10 km; 5 mi) de largura que estava rodeado por uma convecção intensa e muito compacta, tornando-o o segundo supertufão do ano, e marcando a intensidade de pico inicial da tempestade. Após atingir seu pico inicial, Chanthu foi rebaixado para um supertufão de categoria 4 às 09:00 UTC de 9 de setembro, quando o seu olho em forma de cabeça de alfinete começou a desaparecer, indicando o início de um ciclo de substituição da parede do olho, que começou uma tendência de enfraquecimento. Às 15:00 UTC, Chanthu foi desclassificado para um tufão de categoria 4, enquanto a característica parecida com o olho se degradou ligeiramente. Às 03:00 UTC de 10 de setembro, Chanthu se intensificou em um supertufão, mais uma vez clareando a sua feição de olho. Imagens de satélite infravermelho mostraram que o tufão tinha sofrido um ciclo secundário de substituição da parede do olho. Chanthu intensificou-se ainda mais para um supertufão de categoria 5 às 09:00 UTC daquele dia, à medida que seu olho se tornava mais claro. Às 05:00 PhST de 11 de setembro (21:00 UTC de 10 de setembro), a PAGASA informou que Chanthu atingiu terra (landfall) a leste das Ilhas Babuyan. Às 08:30 PhST (00:30 UTC), Chanthu fez um segundo desabamento sobre terra em Ivana, Batanes, causando um ligeiro enfraquecimento.
À medida que o tufão Kiko (Chanthu) se aproximava de Lução, a PAGASA emitiu o sinal nº 3 de avisos sobre as províncias de Cagayan e Isabela.

## Estragos
A previsão para Chanthu é que chegue à China e a Taiwan com previsão de ventos de mais de 230 km/h apenas três semanas depois da passagem do Tufão In-fa, que provocou um prejuízo de US 14 bilhões e centenas de mortos, segundo a imprensa estatal chinesa.

### Filipinas
Segundo a CNN, a tormenta chegou ao país com ventos de mais de 160 mph (260 km/h) com landfall nas Ilhas Batanes. Um aviso de número 4 foi divulgado pela PAGASA no dia 11 de setembro.

### Taiwan
Em Taiwan, a tormenta passou a quase 70 metros de distância do nordeste da ilha com ventos de 162 km/h de acordo com o Central Weather Bureau.
Até 13 cm de chuva caíram em áreas isoladas; a previsão era de cair até 20 cm.